# Dichaetomyia floresiensis
Dichaetomyia floresiensis är en tvåvingeart som beskrevs av Shinonaga 2004. Dichaetomyia floresiensis ingår i släktet Dichaetomyia och familjen husflugor. Inga underarter finns listade i Catalogue of Life.